# Contea di Uralla
La contea di Uralla è una Local Government Area che si trova nel Nuovo Galles del Sud. Essa si estende su una superficie di 3.230 chilometri quadrati e ha una popolazione di 6.287 abitanti. La sede del consiglio si trova a Uralla.